# 鈴木Liana
鈴木Liana（日语：スズキ・リアーナ，乃「Life In A New Age」之字首縮寫）乃是日本鈴木公司2001年至2007年間開發製造的四門緊湊型轎車、五門緊湊型多功能休旅車。此車名使用於歐洲、東南亞、臺灣、中國大陸、澳大利亞等市場，日本當地則稱作鈴木Aerio（スズキ・エリオ）。此外，印尼市場將四門轎車稱作鈴木Baleno（第二代），五門掀背車則稱為鈴木Aerio。
縱然2007年正式停產，不過中國和巴基斯坦等地仍持續發售；前者由昌河鈴木製造（2018年停產），後者則由巴基鈴木公司製造（2014年停產）。

## 歷史與概要
2001年 - 1月29日正式以「鈴木Aerio」之名在日本上市，全新開發的平臺搭載1.5L直列四缸DOHC M15A型或1.8L直列四缸DOHC M18A型等二種引擎，配合五速手排或四速自排等變速系統，驅動方式則有FF、4WD兩種。和1.5L車型相較，1.8L多出座椅加熱功能，其他配備則隨等級而不同。同年11月日本市場追加四門轎車車型，稱為「Aerio Sedan」。
北美洲市場的Aerio配置馬力更強大的2.0L直列四缸DOHC J20A型引擎，搭配五速手排或四速自排變速箱，而四輪驅動功能僅配置於自排車款。歐洲市場稱作Liana，動力編成包含1.3L直列四缸DOHC M13A型、1.6L直列四缸DOHC M16A型等二種引擎，其中四輪驅動車型需搭配後者。
2003年 - 10月Liana於澳大利亞上市，動力為1.6L直列四缸DOHC M16A型引擎。不過銷售成績並不起眼，到年底為止僅售出1,278輛。11月7日日本市場小改款，變更內裝陳設、儀表板設計、方向盤、排檔桿、煞車踏板等處。
2004年 - 1月18日臺灣金鈴汽車引進Liana，動力來源為1.6L直列四缸DOHC M16A型引擎搭配四速自排變速，車型則為五門掀背式。本來美規與日、歐規改款的行銷策略並不一致，現在原廠統一口徑一同改款。水箱罩、大燈、前保桿與氣壩均為全新設計，五門掀背車的尾燈改為全透明內多圓形晶鑽式設計，四門轎車的尾燈則換上晶鑽式燈殼。儀表板顯示統一改成深黑色系塑膠件搭配銀色金屬烤漆飾板，中控臺上方新設液晶多功能顯示幕，可顯示行車資訊，另外高端車款將全車空力套件與15吋鋁圈列為標準配備。北美洲市場新導入2.3L直列四缸DOHC J23A型引擎，具有155hp / 5,400rpm的最大馬力、21.1kg·m / 3,000rpm的峰值扭力。歐洲市場則新增一具由標緻雪鐵龍集團供應的1.4L直列四缸共軌直噴DDiS型VGT可變幾何渦輪增壓柴油引擎，以因應當地的駕駛特性。澳洲市場則趁著小改款之際，改換動力較大的1.8L直列四缸DOHC M18A型引擎，將全車空力套件列成標準配備，舊有的數位式儀錶板也換成類比式。
2005年 - 除了長安鈴木生產SX4外，位於中國江西省的昌河鈴木也正式投產Liana，中文名稱為「鈴木利亞納」。配置1.6L直列四缸DOHC M16A型引擎，共有四速自排或五速手排等二種變速箱，以及前座雙安全氣囊、ABS防鎖死煞車系統、EBD電子制動力分配系統等安全配備。
2006年 - 因鈴木SX4問世，日本將五門掀背車型停產，只剩四門轎車型持續生產至2007年為止。
2008年 - 1月C-NCAP公佈實車撞擊測試，結果昌河鈴木利亞納以總分40.1分獲得四顆星的安全評定，在所有14款接受測試的經濟型轎車中名列第2位。3月昌河鈴木宣布利亞納換上具備VVT可變氣門正時控制系統的M16A型引擎，同時變更水箱罩、尾燈的造型。
2010年 - 10月昌河鈴木宣布除保有1.6L M16A型之動力外，新增1.4L直列四缸DOHC K14B-G型引擎。後者乃母公司鈴木重新調校，增加VVT可變氣門正時控制技術，以提升其作功效率。
2013年 - 昌河鈴木於上海國際車展發表「利亞納A6」，隨即於翌年元月上市。此車款以鈴木利亞納為藍本，修改車頭及尾燈造型，新增感應式車門遙控系統、多功能方向盤附巡航定速、6.5吋多功能液晶車載平臺（整合行動影音、通訊、衛星導航、倒車影像輔助系統等）、恆溫空調、電動雙模式開啟天窗等配備。此外，全車系標準配備含有雙前座安全氣囊、ABS+EBD整合煞車系統等。動力來源取消1.6L M16A型、保留1.4L K14B-G型搭配五速手排變速箱，且新增由三菱汽車提供技術、瀋陽航天引擎廠投產的1.5L直列四缸4G15M型引擎，最大馬力為112hp / 6,000rpm、峰值扭力為14.0kg·m / 3,000rpm，搭配四速自排變速箱。

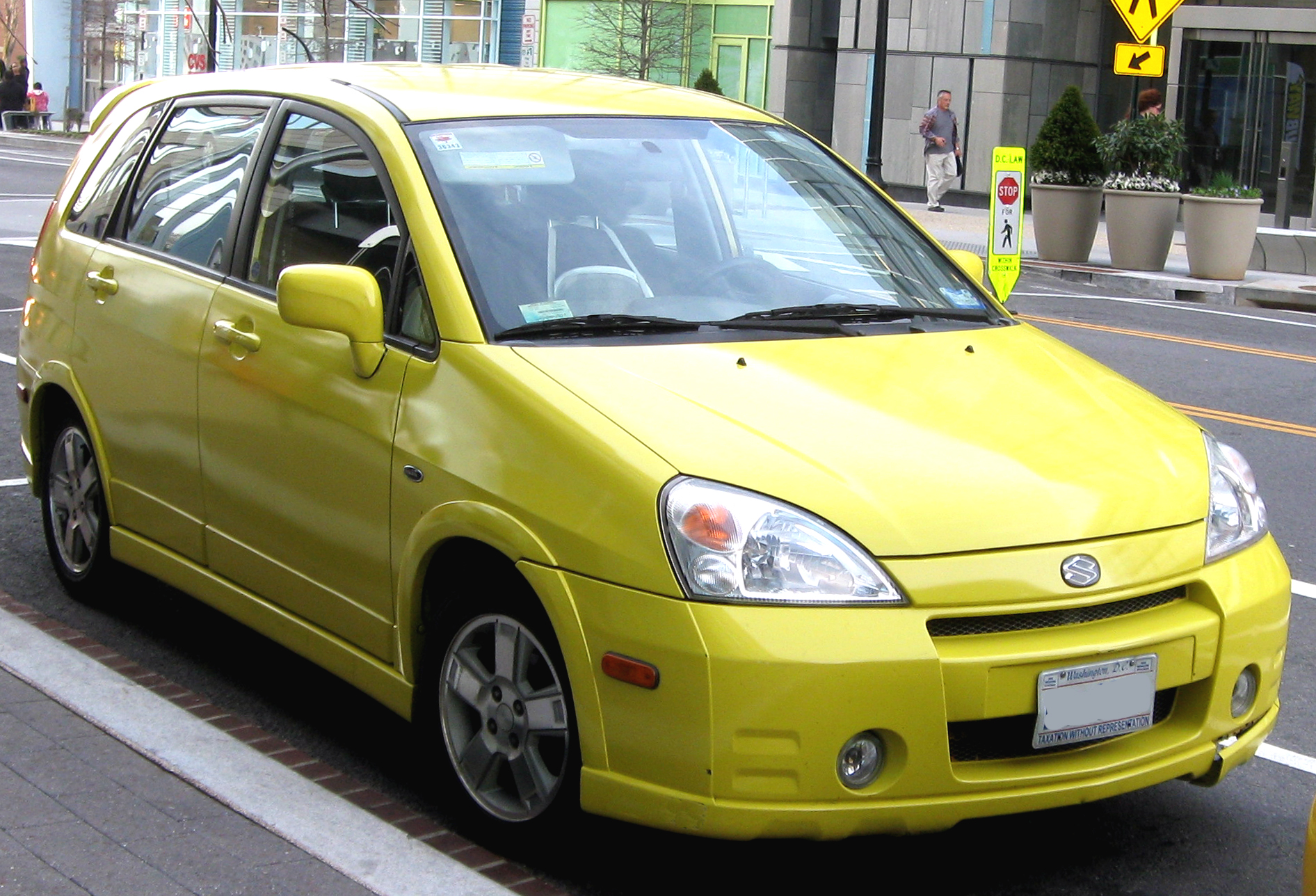
美規版五門車頭
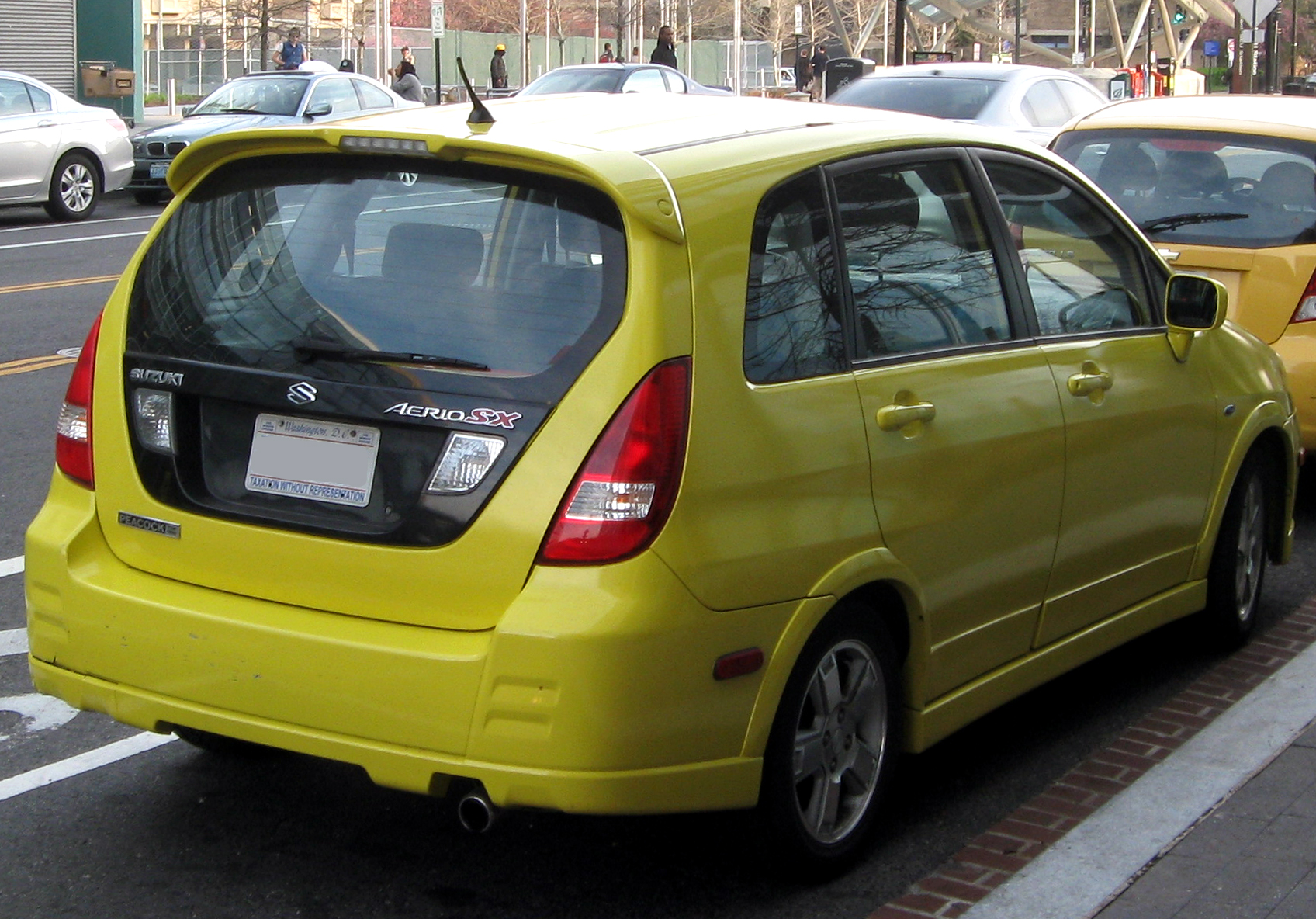
美規版五門車尾
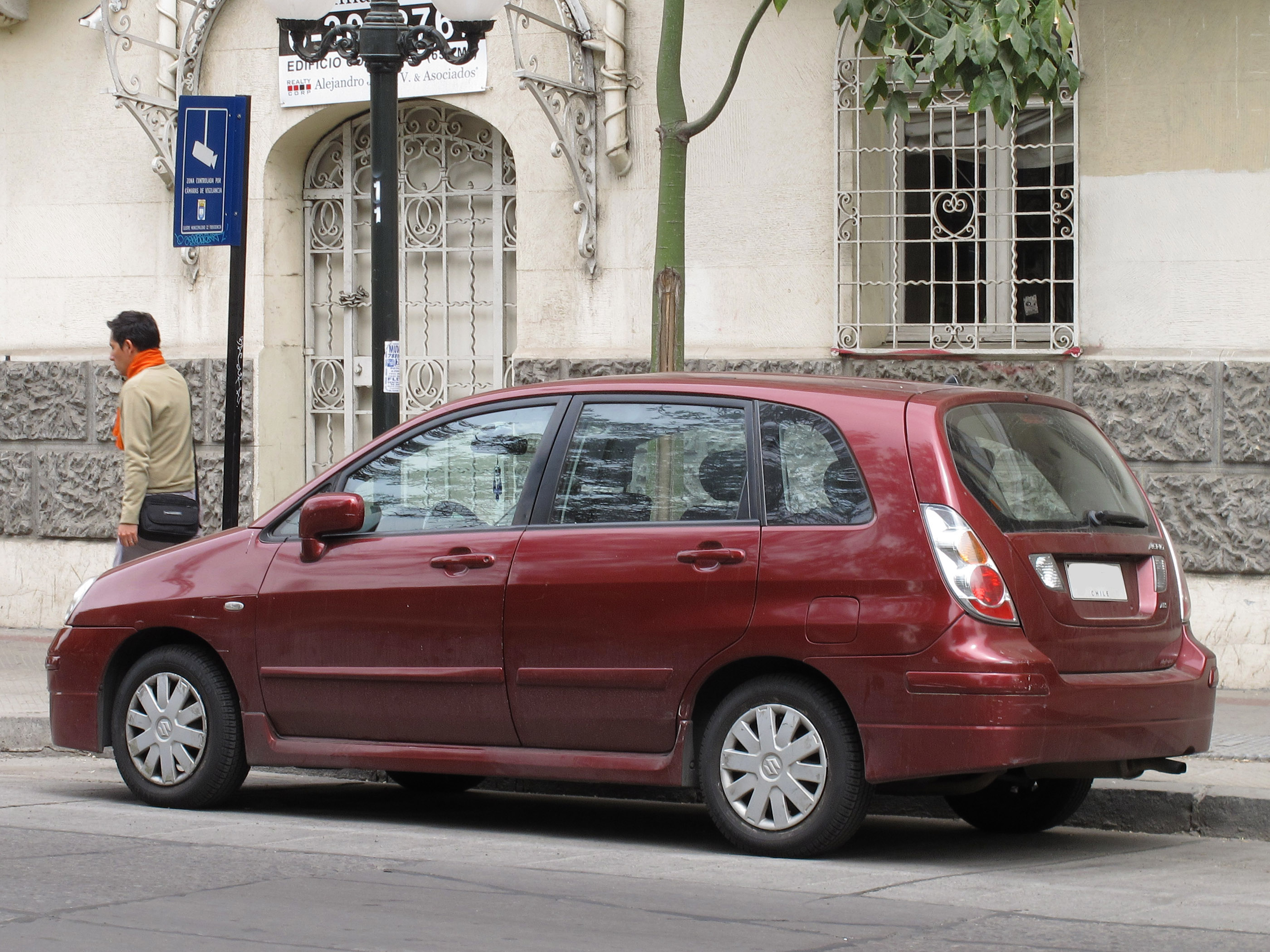
攝於智利
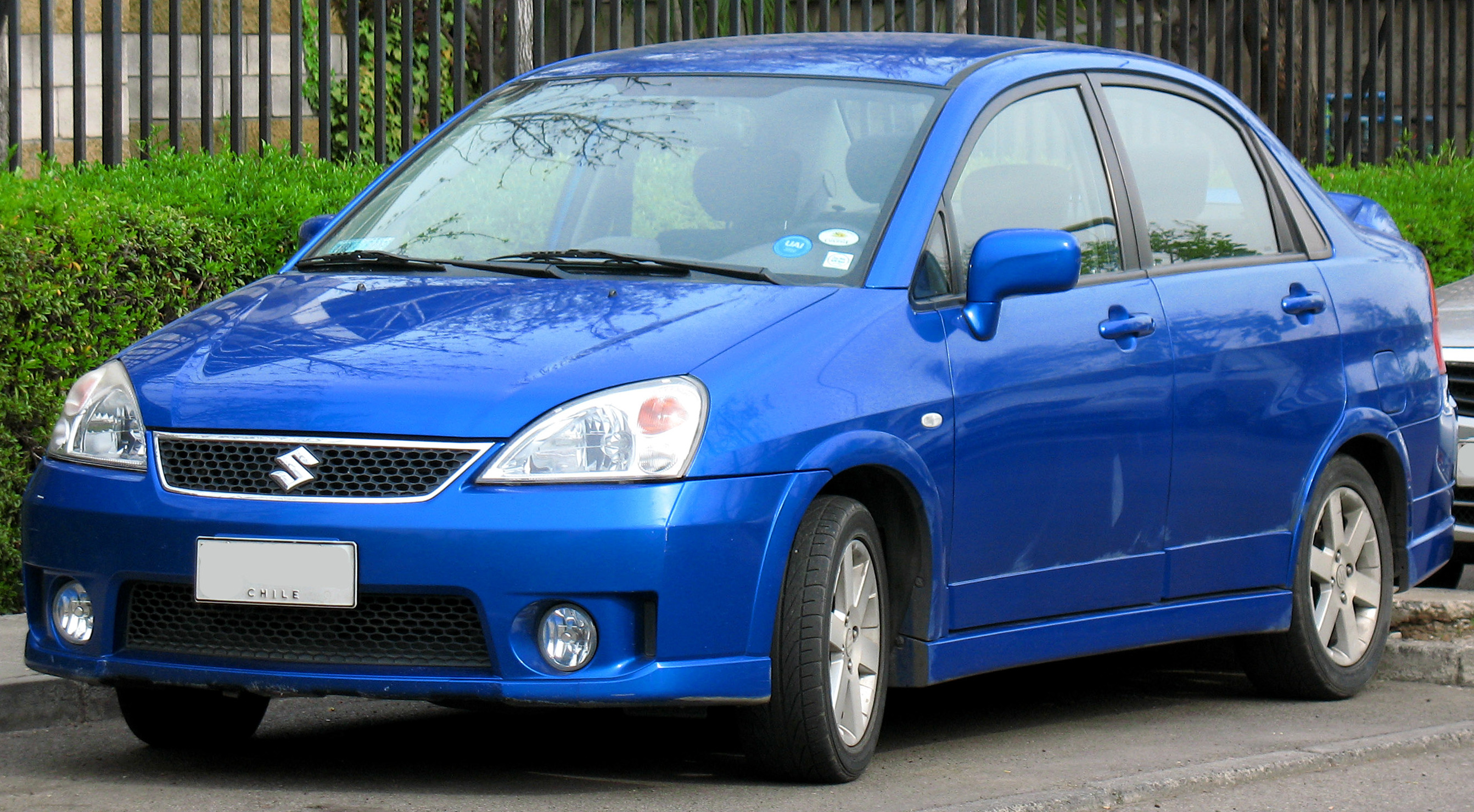
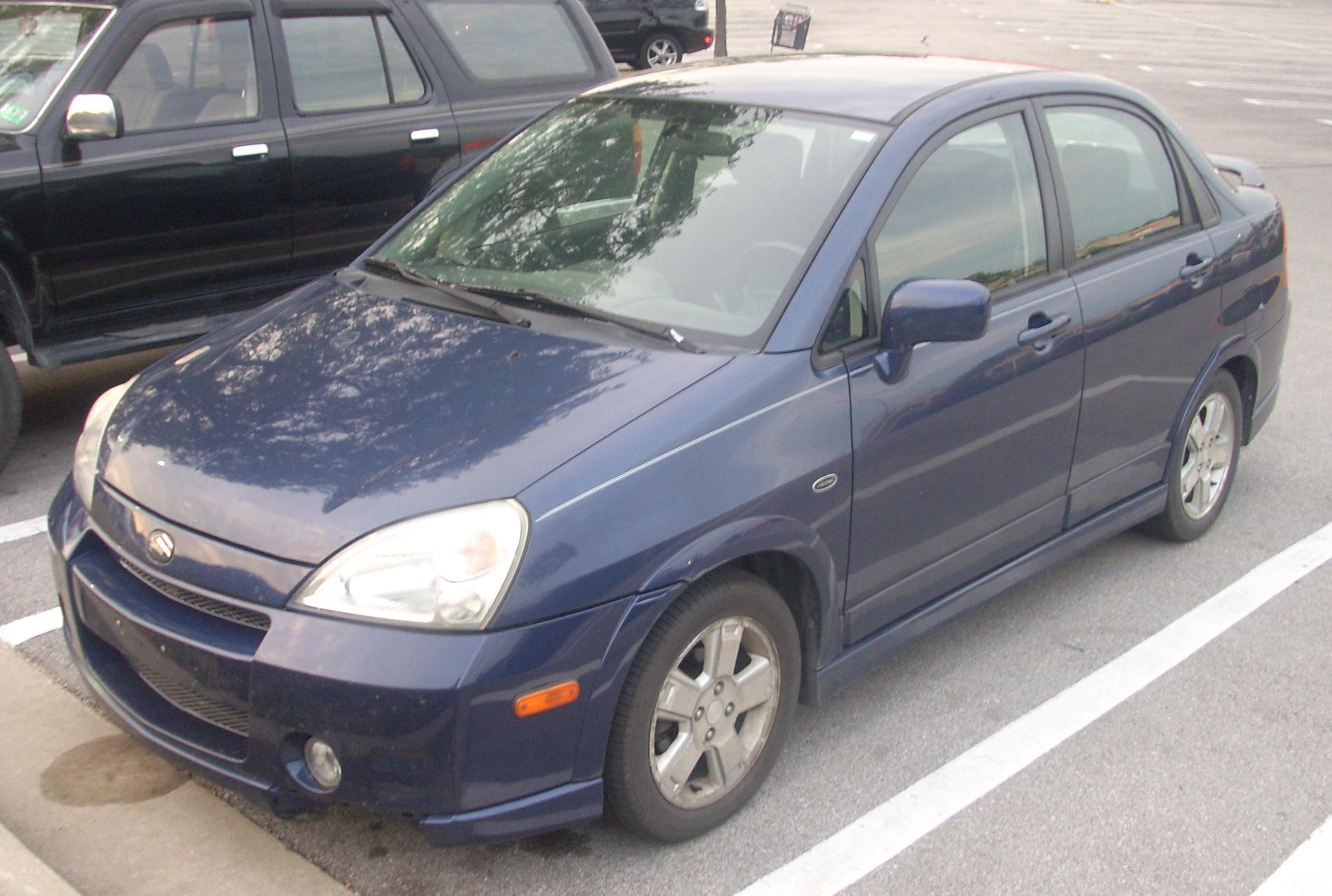
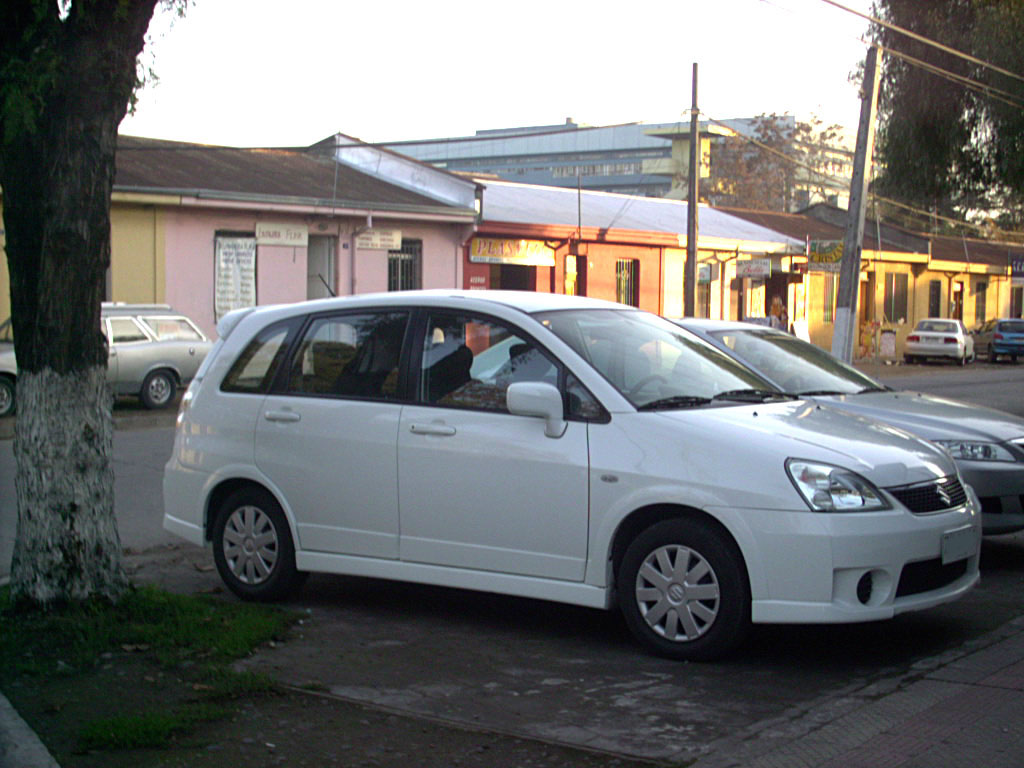
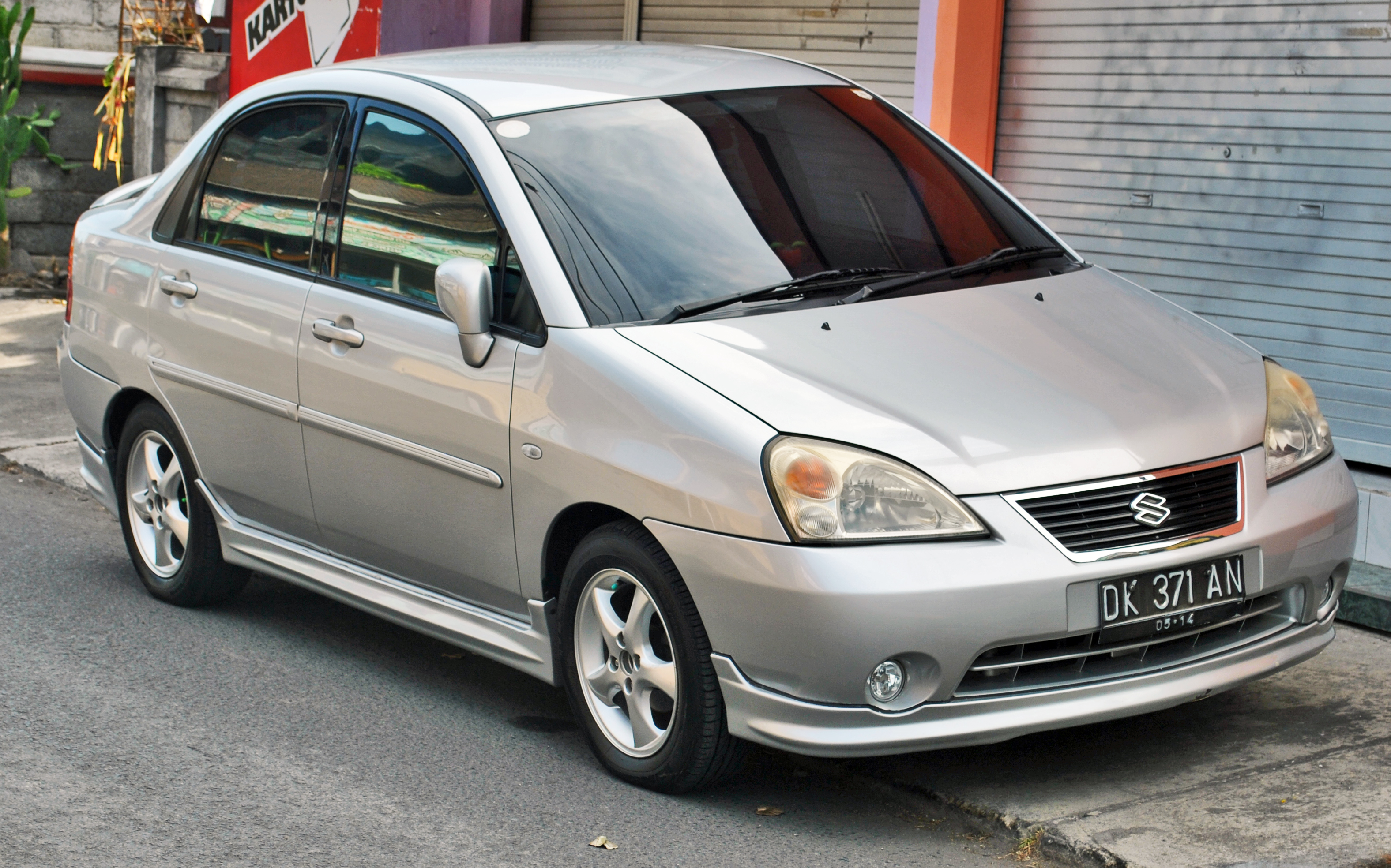
印尼市場將四門轎車稱作Baleno

### 英國瘋狂汽車秀

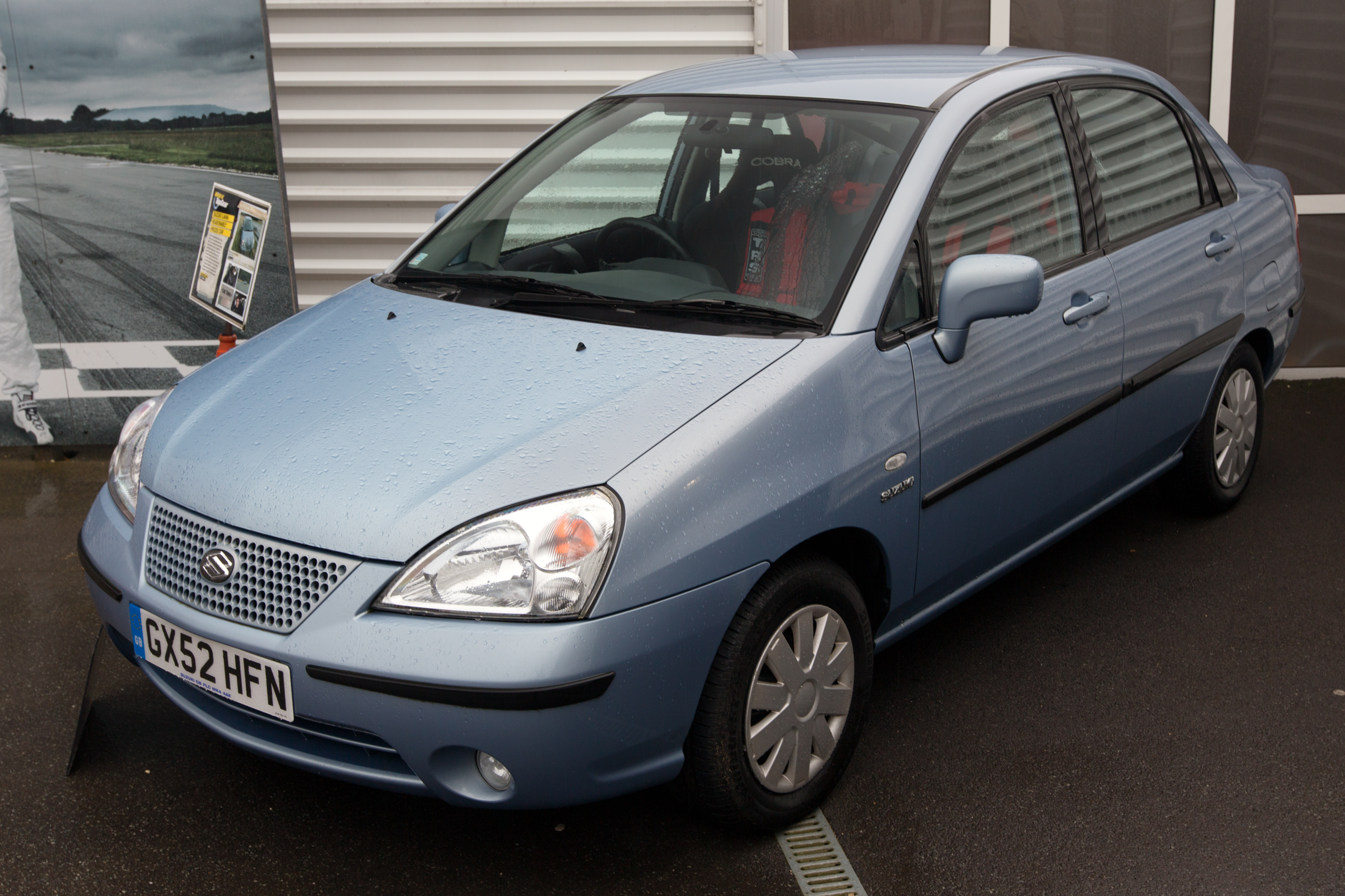
英國瘋狂汽車秀使用的鈴木Liana

英國BBC製播的著名汽車節目《英國瘋狂汽車秀》中有個單元〈明星開廉價車（Star in a Reasonably-Priced Car）〉，邀請明星在蓮花汽車設計的賽道上駕駛廉價車款，讓明星們盡情測試車輛性能以創下單圈記錄，並作出最速排行榜。自2002年10月第一季開播以來，該單元一直使用鈴木Liana作為測試車款，直到2006年5月第八季才以雪佛蘭Lacetti更替。在這段期間，該輛Liana在此賽道總共繞行超過1,600圈，更換輪胎及煞車超過100次，包括6根換檔踏板、傳動軸、懸吊系統、後照鏡等零件。創下單圈最快紀錄的明星為著名女水手愛倫·麥克阿瑟，成績為1分46秒7。

### 競速賽事
這部為了參加2001年美國派克峰國際爬山賽而特別打造的特製賽車，設計者與賽車手皆為田嶋伸博。動力心臟為特製的2,736c.c.水冷式V型6缸DOHC H27A型渦輪增壓引擎，可輸出995ps / 8,100rpm的最大馬力和95.0kg-m / 6,500rpm的扭力峰值。為了輕量化，底盤車架以中空管打造，車體總重量刻意壓低至920公斤。可惜的是田嶋在距離終點線前1英哩處發生機械故障，被迫退賽。然而田嶋同年駕著此賽車參加日本越野錦標賽，則取得了亞軍。

## 外部連結
- （日語）GAZOO.com：スズキ エリオ